# Duperrea pavettifolia
Duperrea pavettifolia là một loài thực vật có hoa trong họ Thiến thảo. Loài này được (Kurz) Pit. mô tả khoa học đầu tiên năm 1924.

## Hình ảnh

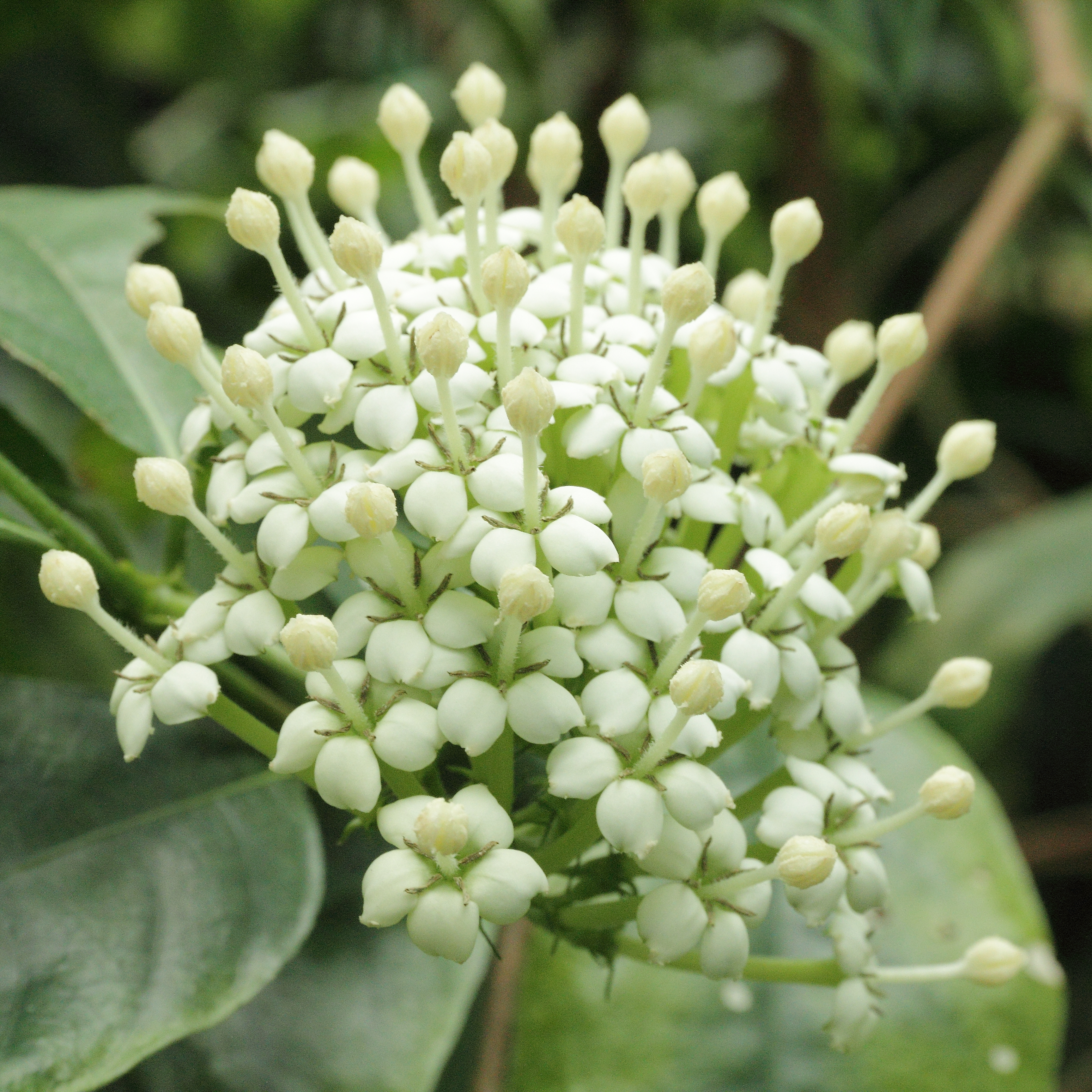
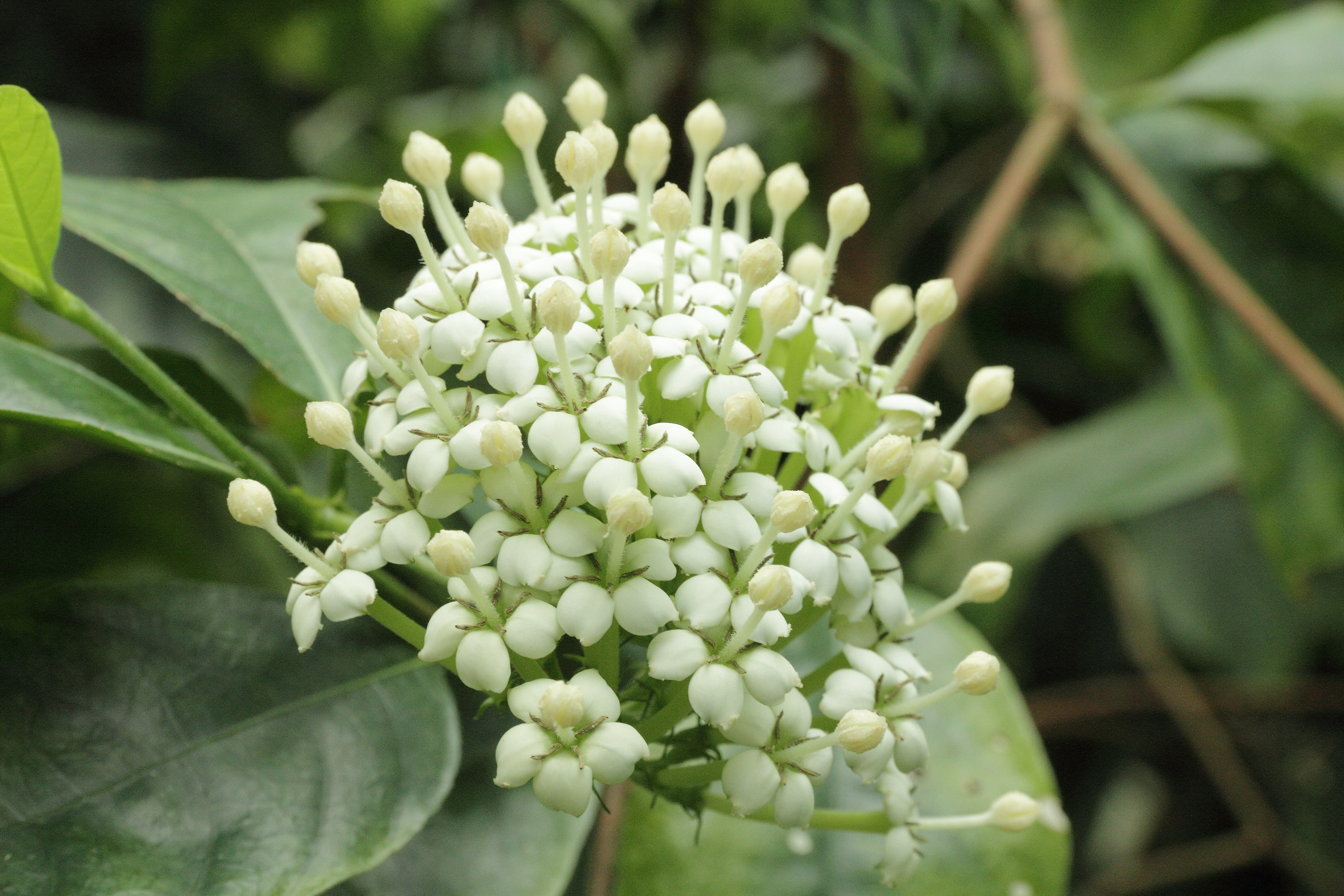
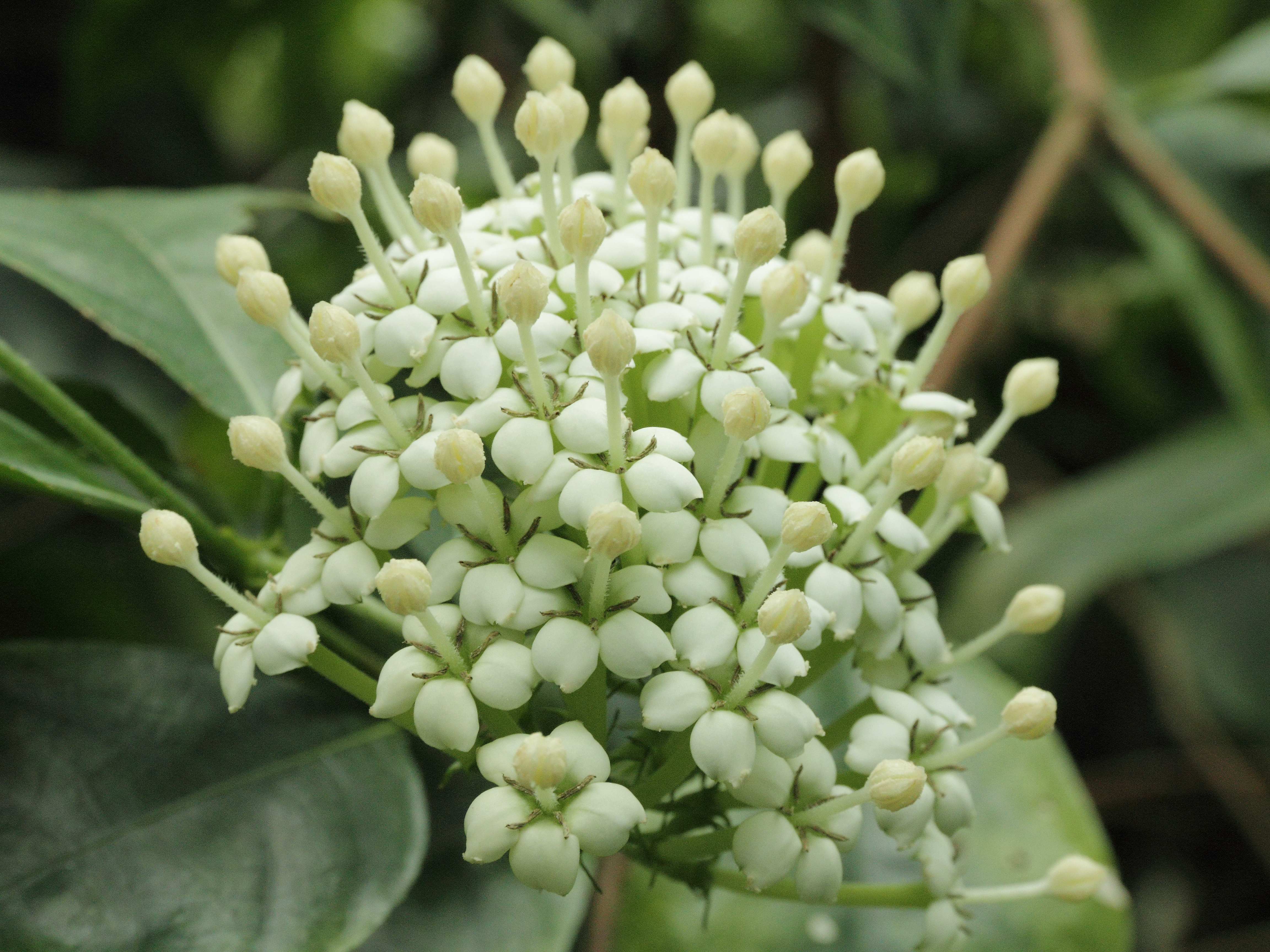
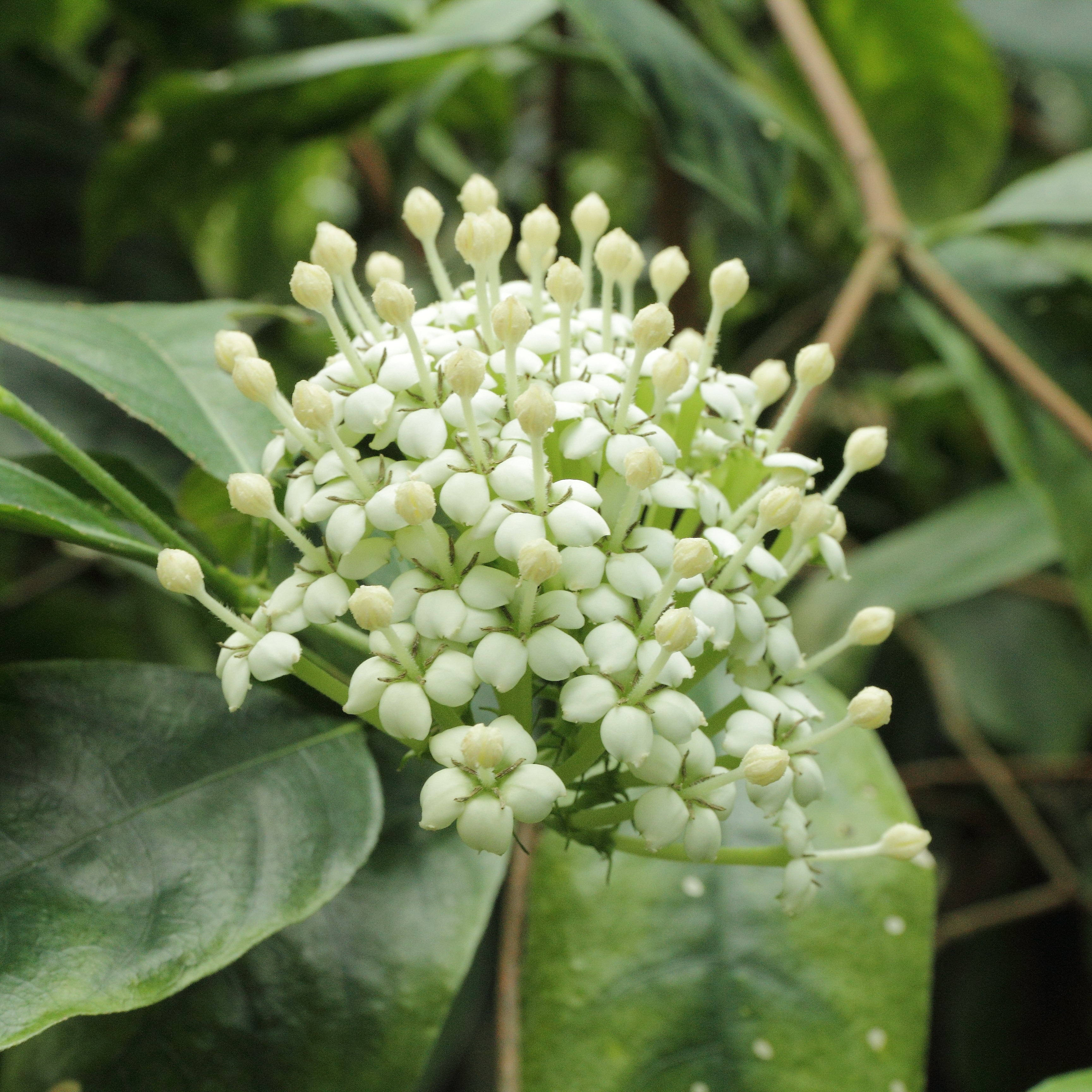